# トキワガキ
トキワガキ（学名 : Diospyros morrisiana）は、カキノキ科カキノキ属の植物。和名は、常緑樹で冬になっても落葉することがなく、緑葉をつけることから名付けられた。日本の本州（静岡県以西）、四国、九州、沖縄、日本以外では、中国、台湾、ベトナムに分布している。

## 特徴
常緑小高木で、樹高7 - 10ｍになる。幹は、年数を経るにつれて黒くなり、樹皮が不規則に鱗片状に剥がれる。葉は単葉で、互生である。楕円形で、長さ5 - 10 cm、幅2 - 3.5 cmの大きさであり、葉先は急尖頭の形状である。表面は深緑色でやや光沢があり、裏面は淡緑色である。新枝の葉腋に下向きに花を着ける。花は淡黄色で、長さ約8 mmの鐘形である。花先は、4裂し反り返る。雌雄異株であり、同じ株に雄花と雌花が開花する。雄花は雄しべが16本で、2 - 3個散状に着く。雌花は、雌しべ1本と退化した雄しべ4本で、1個ずつ着く。果実は液果、直径1.5 - 2 cmの扁球形で、黄色～暗褐色に熟す。種子は長さ10 - 14 mmの惰円形である。

## 利用
材は、床柱、茶道具などに使われる。